# Mazeley
Mazeley (1801 noch mit der Schreibweise Mazelay) ist eine französische Gemeinde mit 267 Einwohnern (1. Januar 2022) im  Département Vosges in der Region Grand Est. Sie gehört zum Arrondissement Épinal und zum Gemeindeverband Agglomération d’Épinal.

## Geografie

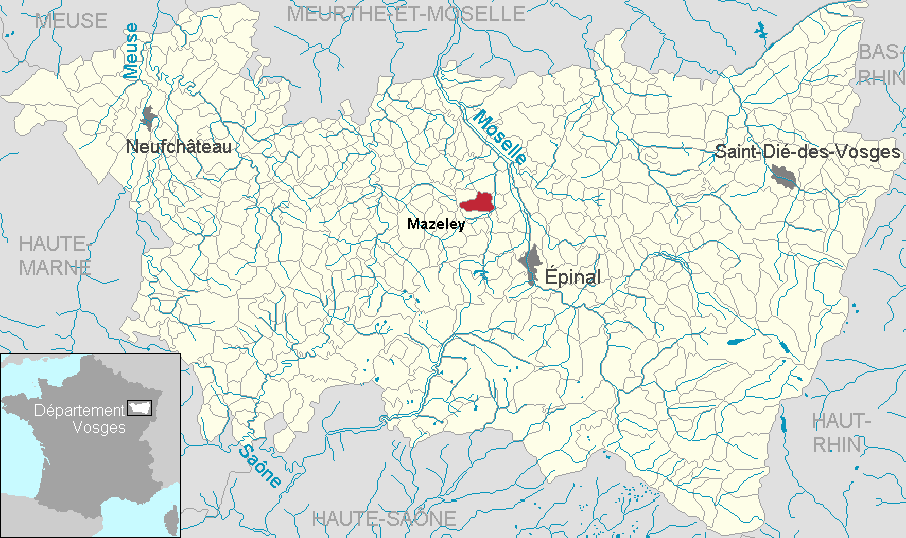
Lage der Gemeinde Mazeley im Département Vosges

Die Gemeinde Mazeley liegt 14 Kilometer nordwestlich des Stadtzentrums von Épinal, der Hauptstadt (chef-lieu) des Départements Vosges.
Das 10,4 Quadratkilometer große Gemeindegebiet umfasst einen Talabschnitt des Ruisseau de Flauzey und den Einzugsbereich des Ruisseau du Virine sowie das Gebiet des nach der Vereinigung beider Bäche Ruisseau de Mazeley genannten Flüsschens, der zur Avière entwässert. Nach Westen und Norden steigt das Bodenrelief sanft an, die bewaldeten Höhen erreichen an der westlichen Gemeindegrenze, die zum Einzugsgebiet des Madon überleiten, 415 m über dem Meer. Im Osten erreicht ein Zipfel des Gemeindegebietes das Ufer der Avière. Fast die ganze nordwestliche Hälfte des Gemeindeareals ist bewaldet.
Der Ortskern Mazeleys gruppiert sich um eine Kreuzung und zwei Querverbindungen, sodass die Form einer Acht entsteht. Den Mittelpunkt des Dorfes bilden die Kirche Saint-Nicolas und die Mairie.
Nachbargemeinden von Mazeley sind Frizon im Norden, Oncourt im Osten, Domèvre-sur-Avière im Südosten, Gigney im Süden, Bocquegney im Südwesten sowie Bouxières-aux-Bois im Nordwesten.

## Geschichte
Bei Ausgrabungen 1861 und 1988 wurden nahe Mazeley Reste von Straßenbefestigungen aus der Römer- sowie der gallo-römischen Zeit nachgewiesen.
1656 wird Louis des Pilliers als Herr von Mazeley und Marainville genannt, durch Kauf erwarb François-Théodore des Pilliers 1705 die Herrschaften Mazeley und Tatignécourt.

### Bevölkerungsentwicklung
| Jahr      | 1962 | 1968 | 1975 | 1982 | 1990 | 1999 | 2010 | 2021 |
| Einwohner | 254  | 254  | 231  | 241  | 247  | 255  | 261  | 263  |

In den Jahren 1861 und 1866 wurden mit jeweils 523 Bewohnern die bisher höchsten Einwohnerzahlen ermittelt. Die Zahlen basieren auf den Daten von cassini.ehess und INSEE.

## Sehenswürdigkeiten
- Kirche Saint-Nicolas mit einer Orgel aus dem 18. Jahrhundert, die als Monument historique eingestuft ist[5]

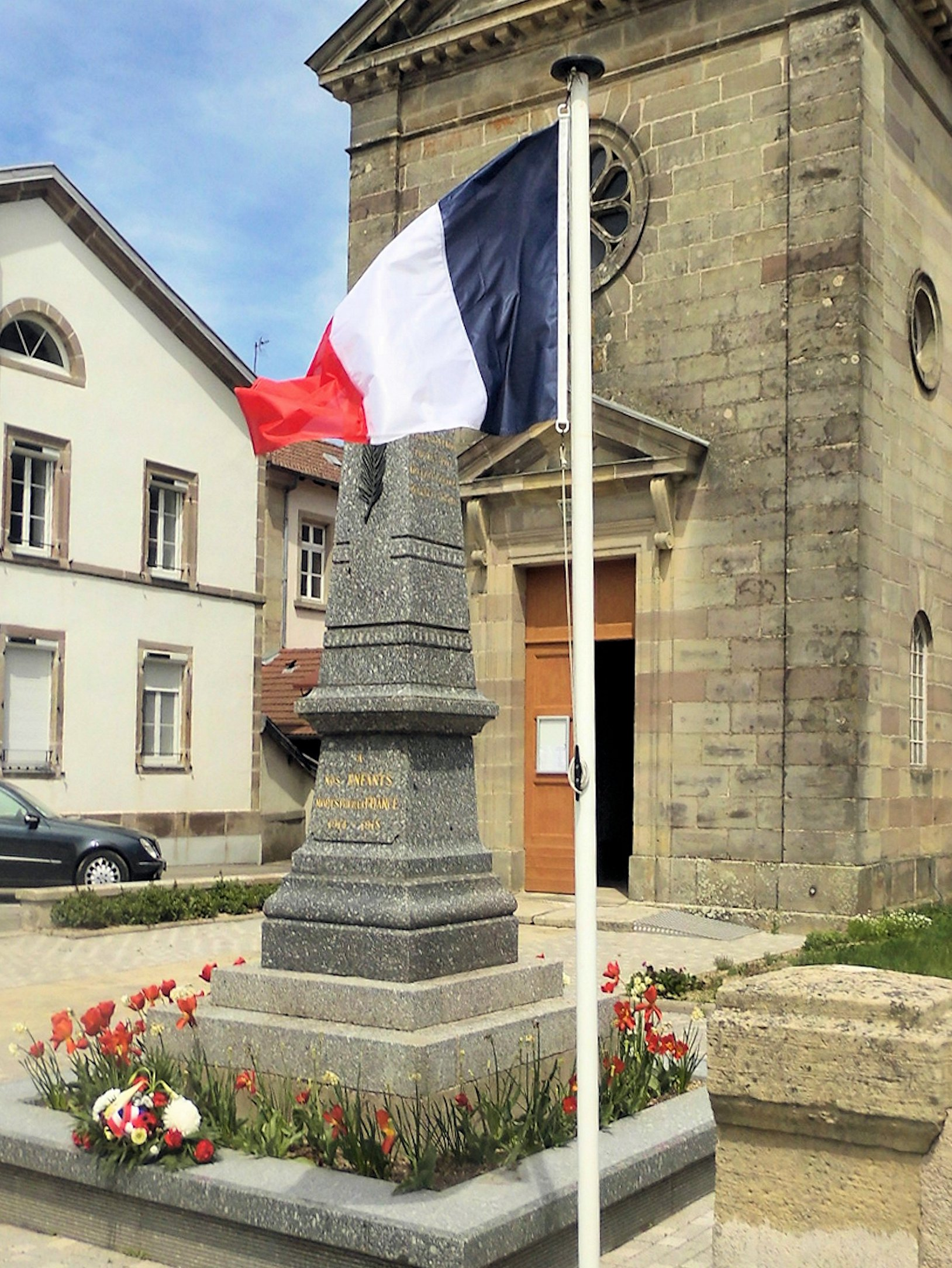
Gefallenendenkmal

Kirche Saint-Nicolas in Mazeley
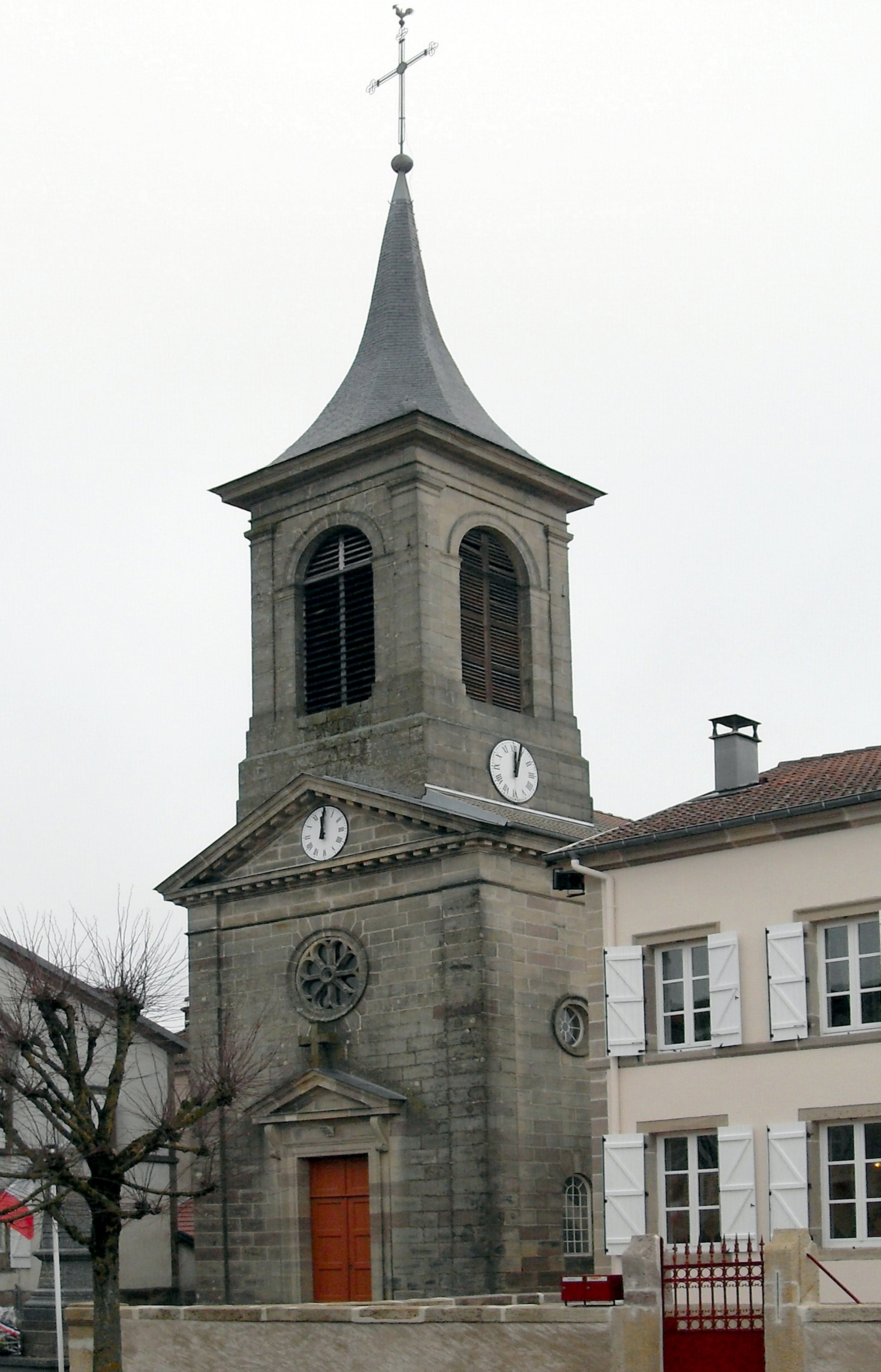
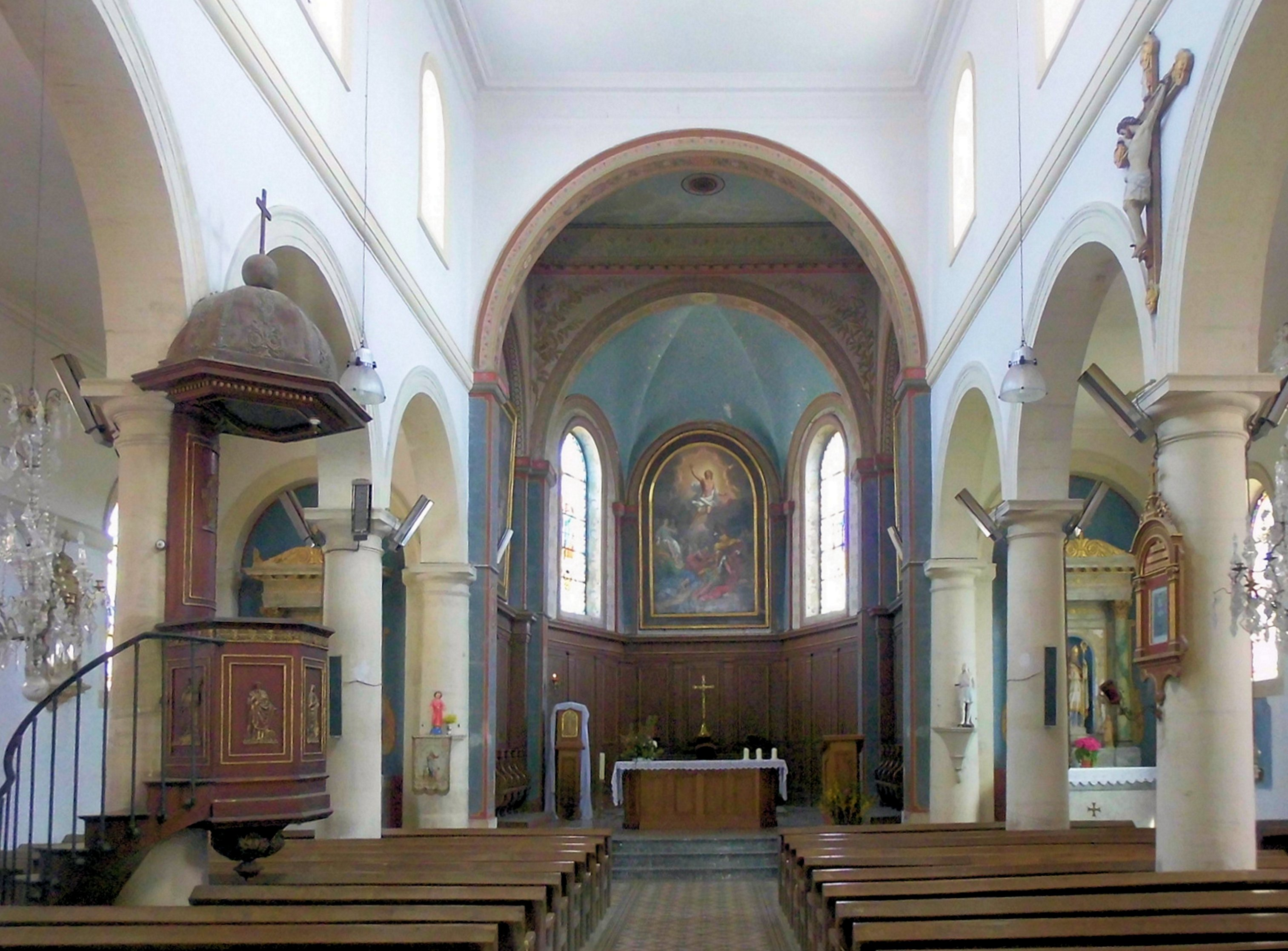
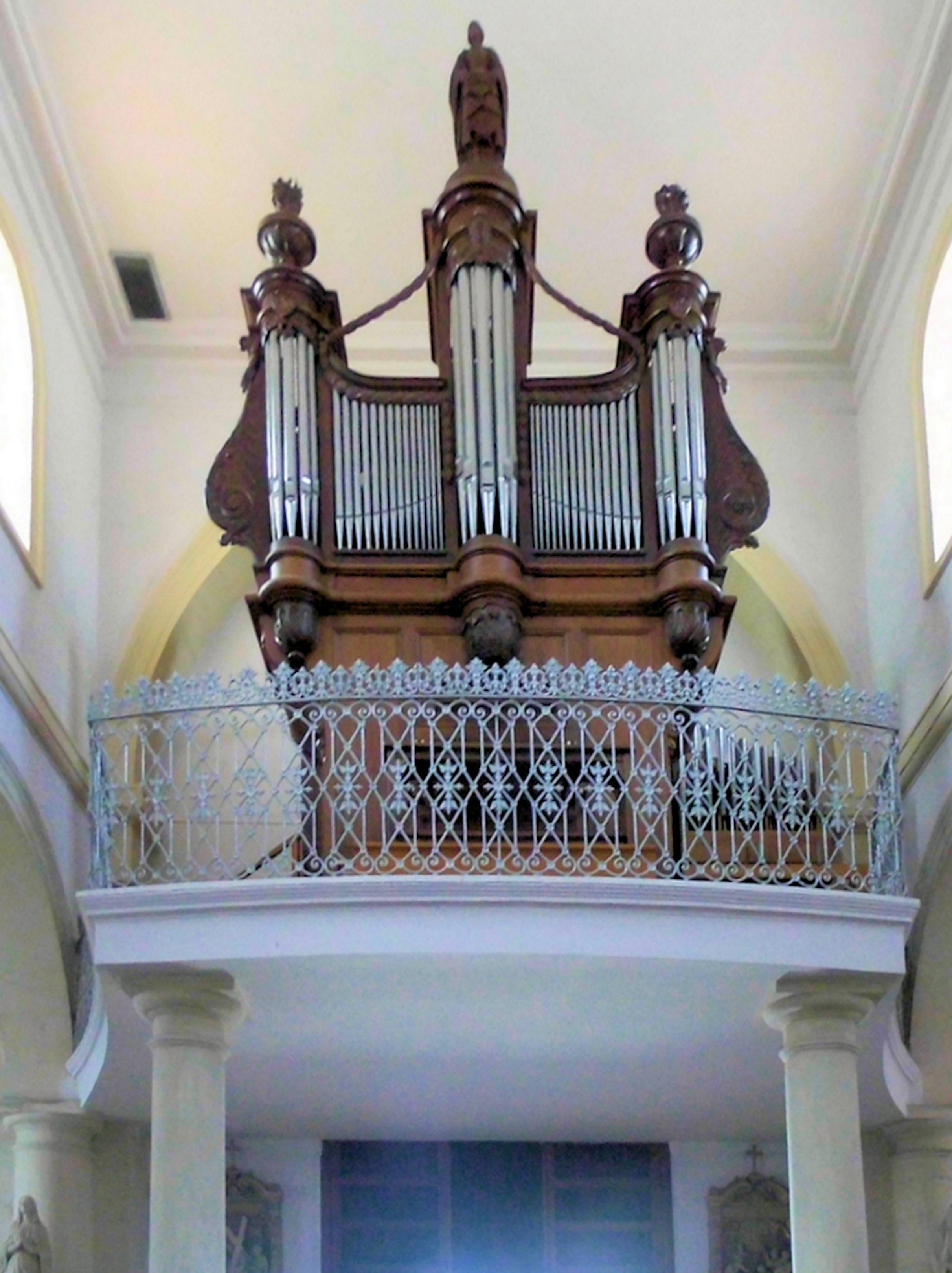

## Wirtschaft und Infrastruktur
Die Landwirtschaft spielt in Mazeley nach wie vor eine wichtige Rolle. In der Gemeinde sind drei Landwirtschaftsbetriebe ansässig (hauptsächlich Rinderzucht).
Das Dorf wurde wegen der relativen Abgeschiedenheit bisher nicht als Wohnort für Städter der Umgebung „entdeckt“.
Durch Mazeley führt die Départementsstraße 6 von Darney nach Nomexy an der Mosel. Im fünf Kilometer entfernten Thaon-les-Vosges besteht Anschluss an die zweispurige RN 57 von Épinal nach Nancy.

## Belege
1. ↑  Ortsname auf cassini.ehess.fr
2. ↑  vosges-archives.com (Memento des Originals vom 7. September 2011 im Internet Archive)  Info: Der Archivlink wurde automatisch eingesetzt und noch nicht geprüft. Bitte prüfe Original- und Archivlink gemäß Anleitung und entferne dann diesen Hinweis. (französisch)
3. ↑  Mazeley auf cassini.ehess
4. ↑  Mazeley auf INSEE
5. ↑  culture.gouv.fr (französisch)
6. ↑  Landwirtschaftsbetriebe auf annuaire-mairie.fr (französisch)